# Болгария на летней Универсиаде 1959
Болгария на первой летней Универсиаде 1959 в Турине (Италия) заняла 12-е место в общекомандном медальном зачёте, завоевав 3 медали (1 золотую, 1 серебряную, 1 бронзовую). Чемпионкой Универсиады стала Лидия Шарамович (лёгкая атлетика, толкание ядра).

## Медалисты

### Золото
| Золото |                 |                                          |
| №      | Спортсмены      | Вид спорта (дисциплина)                  |
| 1      | Лидия Шарамович | Лёгкая атлетика (женщины, толкание ядра) |

### Серебро
| Серебро |                 |                                                         |
| №       | Спортсмены      | Вид спорта (дисциплина)                                 |
| 1       | Снежана Керкова | Лёгкая атлетика (женщины, бег на 80 метров с барьерами) |

### Бронза
| Бронза |                               |                         |
| №      | Спортсмены                    | Вид спорта (дисциплина) |
| 1      | Сборная Болгарии по волейболу | Волейбол (мужчины)      |